# Pagano della Torre
 (mai 2024).
Si vous disposez d'ouvrages ou d'articles de référence ou si vous connaissez des sites web de qualité traitant du thème abordé ici, merci de compléter l'article en donnant les références utiles à sa vérifiabilité et en les liant à la section « Notes et références ».
Pagano della Torre (mort le 30 juillet 1365) était un homme d'église et homme politique, patriarche d'Aquilée de 1319 à 1332.

## Biographie

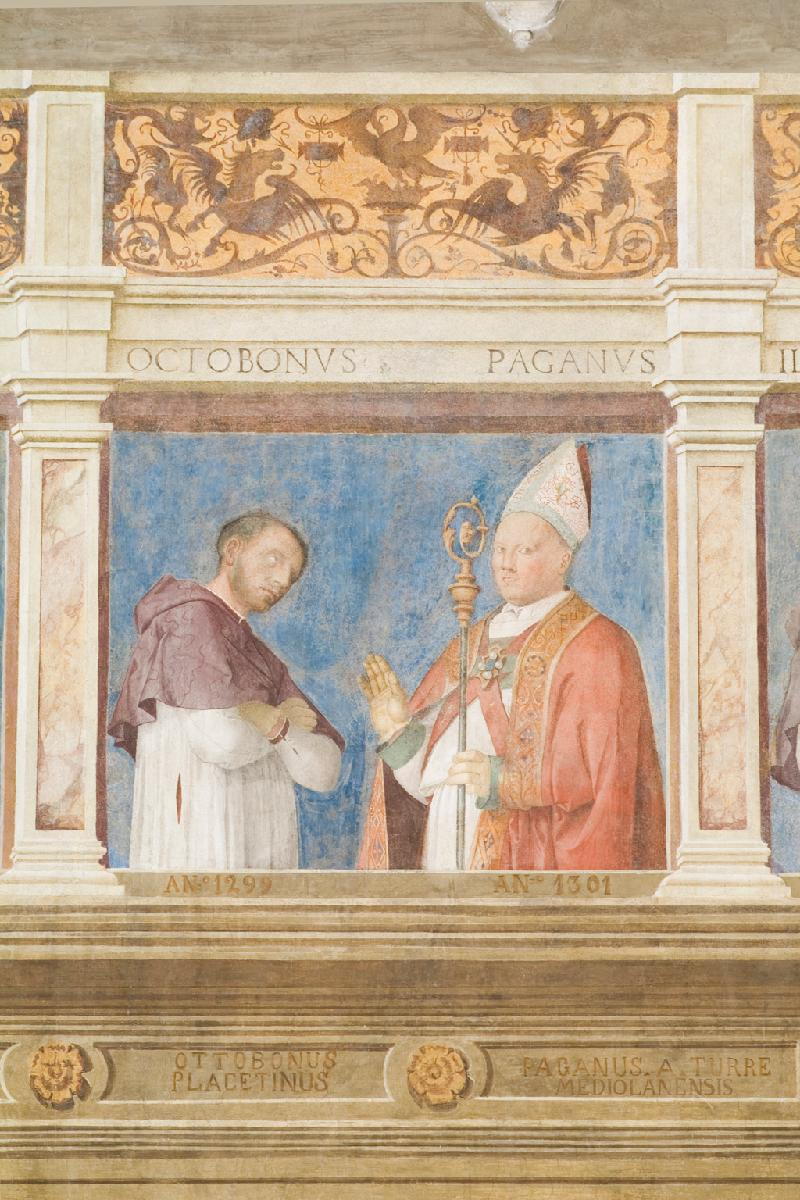
Pagano (à droite) et son prédécesseur,, dans une peinture de Bartolomeo Montagna exposée au.

Le fils de Florimondo della Torre, il est membre d'une famille qui s'était installée en Frioul après que les Visconti les eurent chassés de Milan. Pagano fut évêque de Padoue de 1302 à 1319, et succéda à son oncle Cassone della Torre en tant que patriarche laïc d'Aquilée à la mort de ce dernier, après avoir également été candidat au même poste en 1302. En 1318, il fut également nommé capitaine à Trieste.
Pagano participa à la croisade contre les Visconti, financée par la vente d'indulgences à Trieste. Cependant, il fut d'abord vaincu à Bassignana (6 juillet 1322) puis à Vaprio (16 août 1324). Les della Torre renoncèrent définitivement à Milan, et Pagano établit sa résidence à Udine. Cependant, les impôts qu'il imposa pour renflouer le trésor d'État entraînèrent la sécession de plusieurs villes (notamment Rovinj, Pula et Bale) dans les années 1330, en faveur de la république de Venise. Le patriarche répondit en ordonnant le sac des territoires vénitiens en Istrie, mais il fut capturé par le commandant ennemi Giovanni Corner. La situation fut réglée avec un traité de paix sous la médiation du pape Jean XXII (1332).
La même année, Pagano dut également faire face à une invasion du Frioul par les troupes de l'empereur Louis IV, qu'il parvint à arrêter avec l'aide de Mastino II della Scala, seigneur de Vérone. Il décéda fin 1332 et fut enterré dans la basilique d'Aquilée.